# مصير كون متمدد
مصير كون متمدد في علم الفلك (بالإنجليزية: Future of an expanding universe)‏، تبين المشاهدة أن الكون يتمدد باستمرار، وعلى هذا فسوف تقل درجة حرارته بسبب زيادة اتساعه، وقد يصل إلى مرحلة يصبح فيها باردًا لدرجة لا تسمح باستمرار الحياة فيه. لذلك يسمى بعض الفيزيائيون ذلك النموذج بنموذج «التجمد العظيم» Big Freeze.

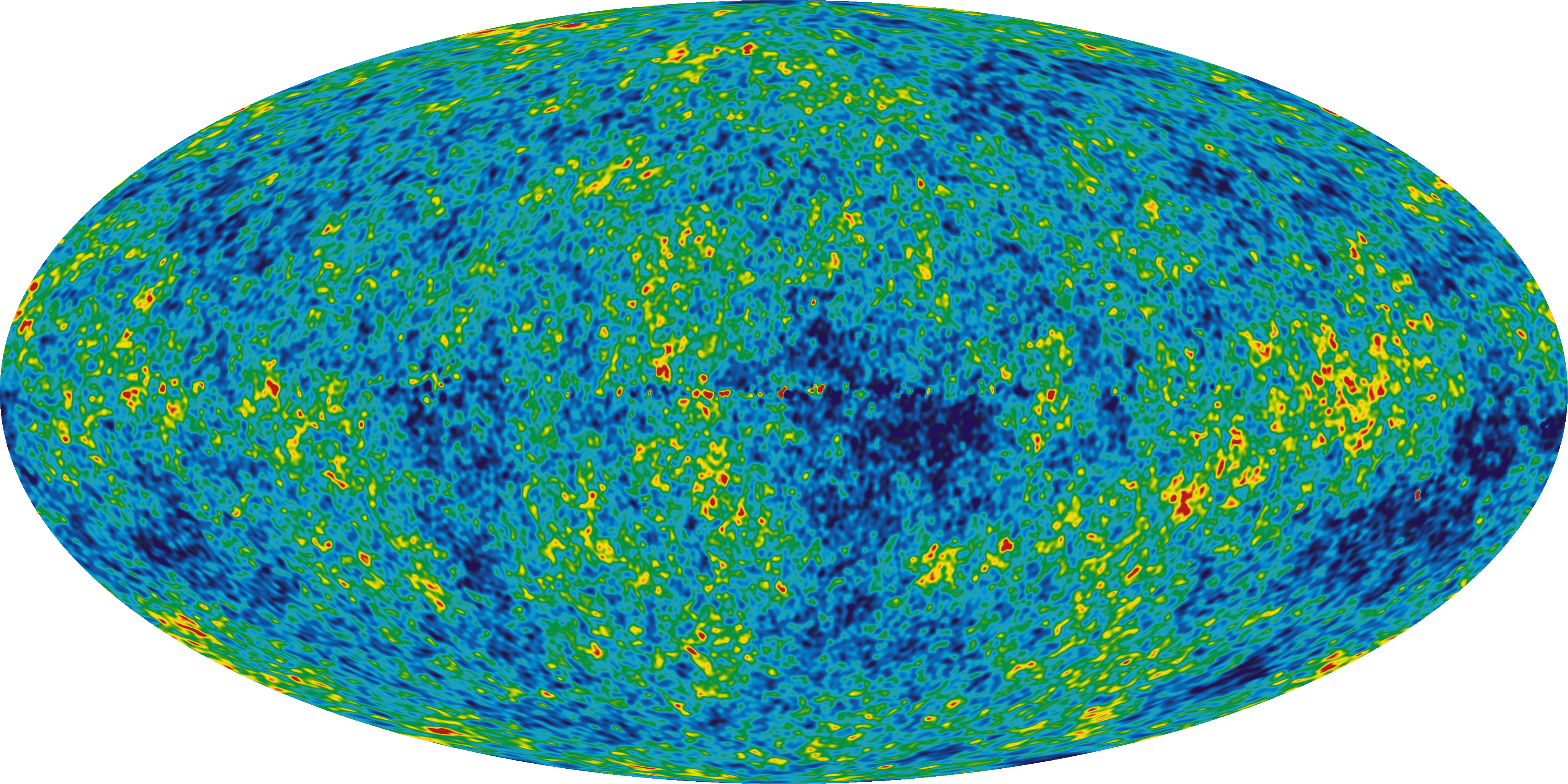
صورة لأشعة خلفية الكون التقطها مسبار تباين الخواص بالأمواج الصغرية ويلكنسون وهي أشعة تعادل حرارتها 7.2 درجة مطلقة هي بقايا الحالة الشديدة الحرارة بعد الانفجار العظيم وقبل تكون النجوم والمجرات. المناطق الصفراء والحمراء هي مناطق ظهرت فيها تجمعات النجوم والمجرات فيما بعد.

إذا عمل الثابت الكوني على تسريع تمدد الكون فسوف تتسع المسافات بين المجرات وكذلك تتسع بين تجمعات المجرات بمعدل أسرع. وسيعمل الانزياح نحو الأحمر على استطالة موجات الفوتونات وحتى استطالة أطوال موجات أشعة غاما السالفة حتى تصل إلى موجات طويلة ذات وتضعف طاقتها.
ومن المتوقع أن تنشأ نجوما جديدة لمدة 1×1012 إلى 1×1014 من السنين، ذلك لأن الغاز الأولي الذي تتكون منه النجوم سيكون قد استهلك. وعندما ينطفئ الجيل الأخير من النجوم بسبب استهلاك وقودها فسوف تكف عن إصدار ضوء.
وبحسب نظريات تفترض اضمحلال البروتون فسوف تحتفي بقايا النجوم أيضا، تاركة الثقوب السوداء وحدها ولكن تلك الأخيرة سوف تتبخر هي الأخرى عن طريق إصدارها إشعاع هوكينغ.
وأخيرا حينما يصل الكون إلى درجة حرارة متساوية في كل مكان، فلن يوجد شغل حركي مؤديًا إلى فناء حراري للكون.

## علم الكون
ولا يحدد التمدد الانهائي انحناء الكون، فقد يكون كونًا مفتوحًا (ذو معامل انحناء سالب) أو يكون مسطحا أو مغلقا (ذو معامل انحناء موجب)، مع استمرار تواجد طاقة مظلمة فيه في حالة تواجده في حالة مغلقة وهي ستعمل على مقاومة قوى الجاذبية للمادة وأي قوى أخرى تكون من خصائصها العمل على انكماش الكون. وفي حالتي الكون المنبسط والمفتوح فإن الكون في تلك الحالتين سيستمر التمدد والاتساع حتى في حالة غياب الطاقة المظلمة.
وتستنبط مشاهدات إشعاع الخلفية الكونية التي تجريها مسبار تباين الخواص بالأمواج الصغرية ويلكنسون أن الكون منبسط فضائيًا، أنه توجد فيه قدرًا كبيرًا من الطاقة المظلمة.
وفي هذه لحالة فسوف يستمر تمدد الكون مع زيادة معدل تسريعه. وتؤيد مشاهدات المستعرات العظمى البعيدة زيادة سرعة تمدد الكون.
فإذا كان طبقًا نموذج لامدا-CDM لعلم الكون الفيزيائي أن الطاقة المظلمة هي نوع من الثابت الكوني، فقد يزداد تمدد الكون بمعدل دالة أسية طبيعية بحيث يتضاعف حجم الكون بمعدل ثابت.

## تأريخ المستقبل
حتى عام 1970 انحصرت دراسة مستقبل الكون في أبحاث عالم الفلك جمال نصر الإسلام
والفيزيائي فريدمان دايسون.
وفي وقتنا الحاضر قام العالمان فريد أدمز وجريجوري لولين بتقسيم الماضي والمستقبل للكون إلى خمسة مراحل. المرحلة الأولى منهم وتسمى العصر البدائي وهي المرحلة التي عقبت الانفجار العظيم في وقت لم تكن فيه النجوم والمجرات التي نراها قد نشأت. وفي تلك المرحلة، تكون النجوم من سحب غازية تتقلص. وبعدها تأتي مرحلة التحلل حيث تكون النجوم قد استهلكت كل ما لديه من وقود، وتصبح أجراما شديدة الكثافة مثل الأقزام البيضاء وونجوم نيوترونية ووثقوب سوداء.
وفي مرحلة الثقب السوداء والأقزام البيضاء والنجوم النيوترونية وأجرام أخرى أصغر منها قتختفي بسبب اضمحلال البروتون مخلفة وراءها ثقوبا سوداء. ثم أخيرا تأتي المرحلة المظلمة، تكون فيها الثقوب السوداء قد اختفت هي الأخرى تاركة بعدها غاز متبعثر من الفوتونات والليبتونات.
ويفترض تأريخ المستقبل والخط الزمني الموصوف أسفله استمرار تمدد الكون. فإذا بدأ الكون وقتا ما في الانكماش فقد لا تحدث بعض أحداث الخط الزمني حيث يتجه تطور الكون نحو الانهيار العظيم Big Crunch، وهو إعادة تكون الكون في مرحلة عظيمة السخونة وعظيمة الكثافة مماثلة لحالة الكون بعد الانفجار العظيم مباشرة.

## تأريخ زمني
بالنسبة إلى الماضي وما يضمه من مرحلة قبل نشاة النجوم اقرأ خط زمني للانفجار العظيم:

### مرحلة النجوم

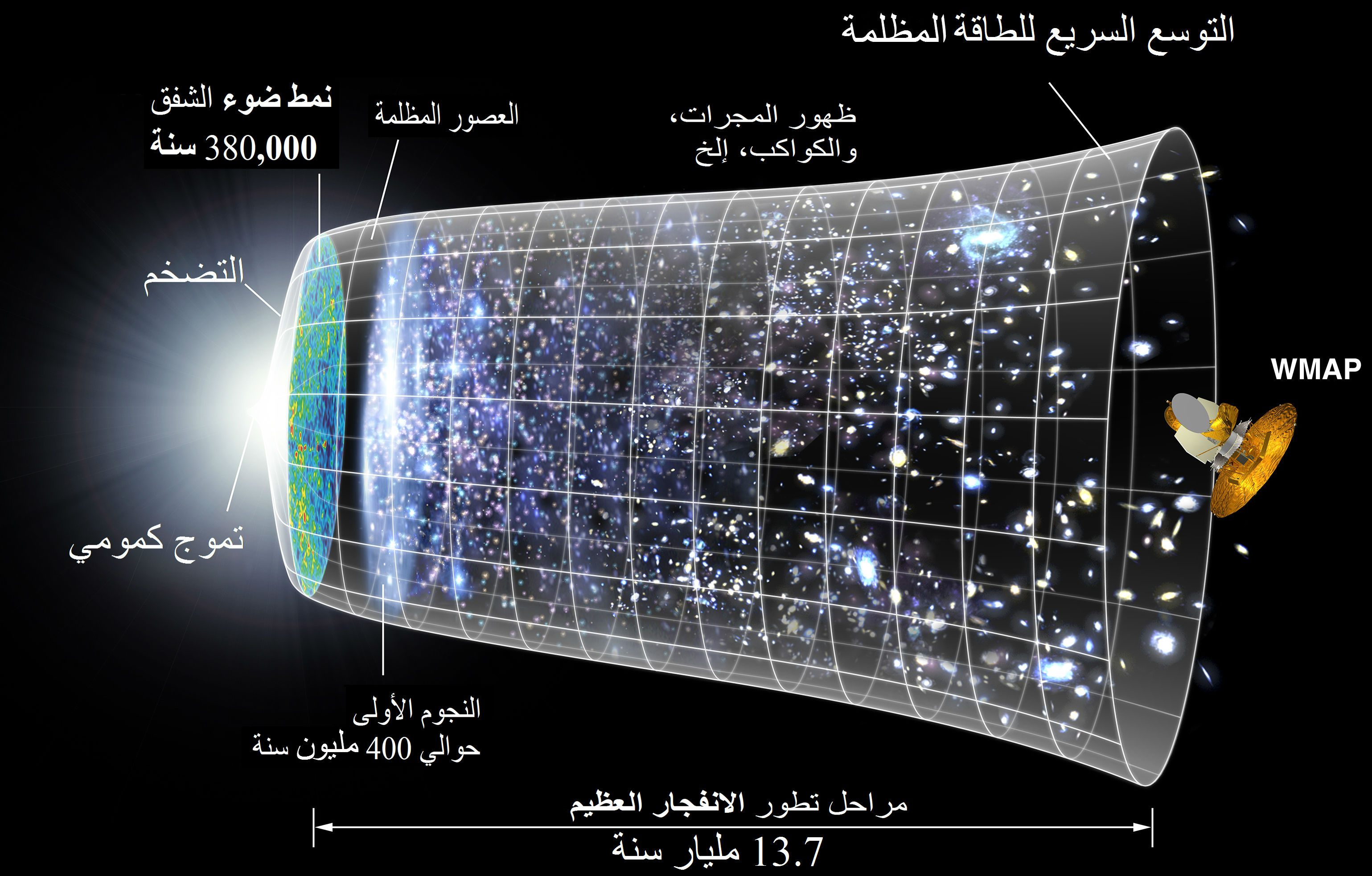
مراحل تطور الانفجار الكوني، هنا الثلاثة عشر مليار سنة الأولى، مسار الزمن من اليسار إلى اليمين (انقر الصورة). ويظهر إلى اليسار بالأزرق وقت إشعاع الأمواج الصغرية للخلفية الكونية وبعده بنحو 500 مليون سنة تبدأ النجوم في الظهور وتضيء الكون.

بين مليون سنة و 100 ترليون (1014) سنة بعد الانفجار العظيم:
يقدر عمر الكون في وقتنا الحالي بنحو 13.7 مليار سنة.
وتسمي تلك المرحلة مرحلة نشاة تكون النجوم Stelliferous Era. فقد تكون أول نجم نحو 155 مليون سنة بعد الانفجار العظيم. ومن ذلك الحين تنشأ النجوم عن طريق انكماش بؤرات زادت فيها كثافة غاز بارد من الهيدروجين والهيليوم. وأنتج ذلك التقلص الناتج عن قوة الجاذبية نجوما أولية ساطعة ساخنة. وبعد تقلص النجم الابتدائي بقدر مناسب تصبح درجة حرارة قلبه عالية وكافية لابتداء اندماج نووي للهيدروجين وعندئذ يبدأ عمر النجم بمعناه المعهود.
وتستهلك النجوم الصغيرة كل ما فيها من الهيدروجين وتحوله إلى هيليوم حتى تصبح أقزاما بيضاء وهذا هو مصير نجوم النسق الأساسي.
قد تطرد نجوم ذات كتلة صغيرة أو متوسطة بعضا من مادتها فتكوّن سدما كوكبية وقد يتطور بعضها إلى قزم أبيض، في حين أن تنفجر النجوم ذات كتلة كبيرة في صورة مستعر أعظم مكونة نجما نيوترونيا أو ثقبا أسودا.
بذلك يتجمع الغاز الكوني رويدا رويدا ويتركز في نجوم تمر بمرحلة الاندماج النووي النشطة ثم تنتهي في هيئة أقزام بيضاء أو نجوم نيوترونية أو ثقوب سوداء.

#### تلاقي المجرة مع مجرة المرأة المسلسلة
(بعد نحو 3 مليارات من السنين من الآن وبعد 17 مليار سنة من الانفجار العظيم:)
تبعد مجرة المرأة المسلسلة (مجرة) حاليا نحو 2.5 مليون سنة ضوئية عن مجرتنا درب التبانة وتتحرك المجرتان في اتجاه بعضهما بسرعة 120 كيلومتر في الثانية. وقد تتصادم تلك المجرتين وتتداخلا بعد 3 مليارات سنة من الآن مكونتان مجرة جبارة تحوي التضم الإثنتين. ونظرا لأن الاتجاه التي تتحرك فيه مجرة المرأة المسلسلة غير معروف تماما فقد لا يحدث ذلك التصادم المنتظر.

#### تلاقي المجموعة المحلية
من 1011 (100 مليار) إلى 1012 (1 تريليون) سنة
ترتبط مجموعة المجرات المحلية والتي من ضمنها مجرة درب التبانة ومجرة المرأة المسلسلة (مجرة) بقوى الجاذبية. ومن المتوقع أن بين 1011 (100 مليار) و 1012 (1 تريليون) سنة من الآن أن أفلاكها سوف تتضاءل وأن تجتمع المجموعة المحلية بأكملها في مجرة عظمى واحدة.

#### اختفاء المجرات خارج تجمع المجرات المحلية الكبير
بعد 2×1012 (2 تريليون) سنة
باعتبار ان الطاقة المظلمة سوف تستمر في جعل الكون يتوسع فمن المنتظر أنه بعد 2×1012 (2 تريليون) سنة سيكون الانزياح نحو الأحمر قد وصل إلى حد تصل فيه طول موجة أشعة غاما الصادرة من مجرات بعيدة قد وصلت إلى أطوال طويلة لا يمكن مشاهدتها، وبالتالي فلا يمكن عندئذ رؤية تلك المجرات.

### مرحلة التحلل
من 1014 (100 تريليون) إلى 1040 سنة
بعد 1014 (100 تريليون) سنة من الآن سينتهي تكوّن النجوم وتتبقى الأجرام السماوية في هيئة نجوم خامدة. وتعرف تلك المرحلة بمرحلة التحلل حيث تتحلل خلالها بقايا النجوم نهائيا.

#### تكوّن النجوم يتوقف
بعد 1014 (100 تريليون) سنة
يعتقد أنه بعد نحو 1014 (100 تريليون) سنة من الآن سوف يتوقف تكون نجوم جديدة. وتستهلك النجوم الصغيرة الكتلة ما لديها من وقود خلال عمر نجمي طويل. وطبقا لذلك فإن النجوم المعمرة ستكون نجوما صغيرة، تبلغ كتلتها نحو 80.0 من كتلة الشمس والتي يبلغ عمرها نحو 1013 (10 تريليون) سنة.
وهذا هو العمر الذي تبلغه النجوم تقريبا. فمبجرد أن ينتهي تكون نجوم جديدة وأن يستهلك نجم من نجوم الأقزام الحمر ما بقي فيه من وقود فيتوقف الاندماج النووي ويبرد النجم ويتحول إلى قزم أبيض.
وتتبقى أجرام تبلغ كتلتها كتلة الكواكب الكبيرة وتصبح أقزاما بنية، تبلغ كتلتها أقل من 80.0 من كتلة الشمس، وأجراما خاملة وأقزاما بيضاء، ناتجة عن نجوم كانت كتلتها الابتدائية بين 80.0 و 8 أضعاف كتلة الشمس، وونجوم نيوترونية وثقوب سوداء نتجت من نجوم كان أصل كتلتها أكثر من 8 أضعاف كتلة الشمس.
ومن المتوقع ان تكون 90% من تلك البقايا من نوع الأقزام البيضاء. ومع اختفاء مصادر الطاقة فسوف تبرد جميع تلك الأجرام ويضعف ضوؤها.
ويصبح الكون مظلما بعد نهاية الاندماج النووي. ولكن قد يصدر بعض الضوء في الكون مثلا عندما يجتمع قزم أبيض من الكربون مع قزم أبيض من الأكسجين حينما تتعدى كتلهما المجتمعة 4.1 من كتلة الشمس. فسوف يجري الجرم المتكون منهما تفاعلات الاندماج النووي وينتج عنه مستعر أعظم من نوع Ia supernova ويضيئ المرحلة المظلمة لمدة عدة أسابيع.
وإذا لم تزيد الكتلة الكلية عن كتلة شاندراسيخار ولكنها أكبر من الكتلة الصغرى لتفاعل الاندماج الكربوني (نحو 9.0 من كتلة الشمس) فقد يتكون نجم كربوني قد يبلغ عمره مليون سنة. كذلك إذا اصتدم قزمان أبيضان من الهيليوم وتبلغ كتلتهما معا 3.0 من كتلة الشمس فقد يتكون نجم من الهيليوم وهذا يعمر عدة ملايين من السنين.
وأخيرا إذا اصتدمت أقزام بنية مع بعضها البعض وتكون منها قزم أحمر فقد يعمر القزم الأحمر 10 تريليون سنة.

#### تقارب النجوم وسقوط الكواكب
بعد 1015 سنة
مع مرور الزمن تتحلل أفلاك الكواكب بسبب موجات جاذبية وتتطاير كواكب أخرى من أفلاكها بسبب اختلال في الجاذبية ناتج عن تقابل بقايا نجومية.

#### بقايا النجوم تفلت من المجرات أو تسقط في أحد الثقوب السوداء
بين 1019 إاى 1020 سنة
ومع الزمن ستتبادل البقايا الموجودة في المجرات طاقة حركتها في عملية تسمى التراخي الحركي dynamical relaxation تكتسب خلالها تلك البقايا توريعا مشابه ل توزيع ماكسويل-بولتزمان.
وقد يكون التراخي الحركي بسبب اقتراب شديد لنجمين من بعضهما أو عن بسبب مجرد اقتراب من بعيد متعدد.
وفي حالة الاقتراب شديد بين قزمين بنيين أو أجرام بقايا فإن البقايا قليلة الكتلة تكتسب تسريع بينما تبطأ حركة الأجرام الكبيرة.
وبسبب التراخي الحركي فسوف تكتسب بعض البقايا طاقة حركة تكفي لكي تغادر تلك البقايا المجرة التي تتبعها تاركة ورائها مجرة أقل كثافة بالأجرام. ويشتد تقابل بقايا النجوم كلما كانت مجرة من المجرات مليئة بالنجوم. والنتيجة النهائية لذلك أن تفلت معظم البقايا من مجراتها بينما ينهار جزءا صغيرا منها (ربما 1% إلى 15%) على الثقب الأسود البالغ الكبر الموجود في مركز مجرة.

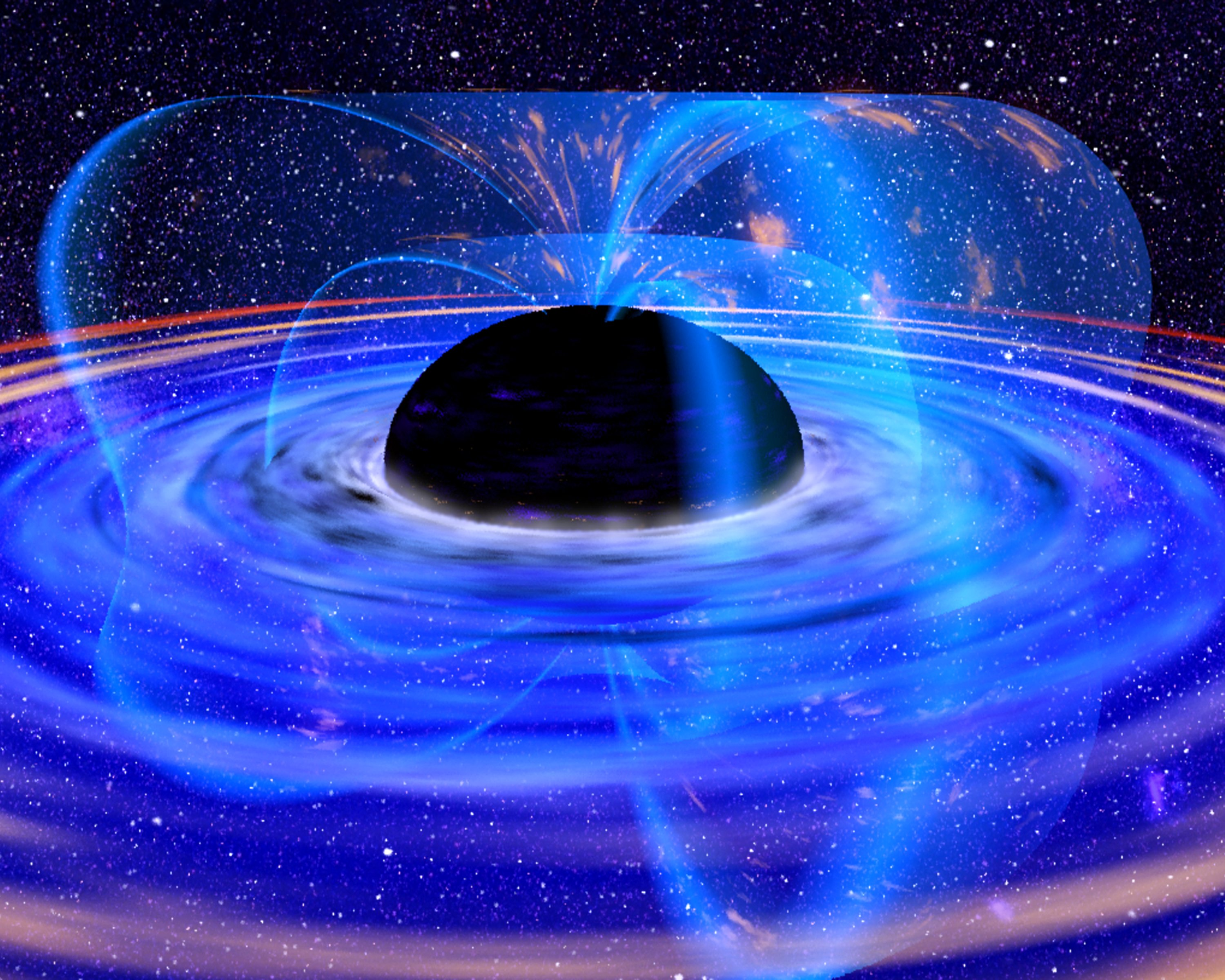
عندما اضمحلال البروتونات فمن المفترض أن تتبقى الثقوب السوداء العظيمة الكتلة، ولكنها هي الأخرى من المفترض أن تتبخر إلى فوتونات.

#### النوكليوناتتتحلل
بعد>1034 سنة
يعتمد تطور الكون بعد ذلك على الوجود الفعلي لاضمحلال البروتون ومعدله. وتبين التجارب أنه لو افترض وأن البروتون يتحلل فإن عمر النصف لتحلله يبلغ 1034 سنة على الأقل.
وإذا كانت نظرية التوحيد الكبرى صحيحة فتوجد مؤشرات لأن يكون نصف العمر للبروتون أقل من 1041 سنة. ومن المتوقع أن النيوترونات المربوطة في أنوية الذرات سوف تتحلل هي الأخرى بنصف عمر مقارب لعمر النصف للبروتون.
وفي حالة عدم اضمحلال البروتون فإن مادة النجوم سوف تختفي رغم ذلك ولكن أكثر بطءا. (أقرأ مستقبل بدون اضمحلال البروتون أسفله).
والحقبة الأخيرة من الخط الزمني الموصوف هنا تفترض أن نصف العمر لتحلل البروتون يبلغ 1037 سنة. ويعمل عمر نصف أقصر أو أطول على تسريع أو إبطاء عملية التحلل. أي أنه بعد 1037 من السنين ستكون نصف الكتلة الباريونية قد تحولت بالتحلل إلى أشعة غاما وفوتونات وليبتونات.

#### كل النوكليونات تتحلل
بعد 10 40 سنة
وعلى أساس نصف العمر المفترض للبروتون والنوكليونات (البروتونات والنيوترونات المرتبطة في أنوية الذرات) فإنها ستـُجرى 1000 تحلل على مدى 1040 من السنين. ولتخيل ذلك فيوجد في الكون نحو 1080 من البروتونات، 
وهذا يعني أن عدد النوكليونات سوف ينخفض إلى النصف في كل تحلل وبعد 1040 سنة من عمر الكون يكون قد أعترى البروتونات 1000 تحلل، وبناء على ذلك فمن المفترض أن يتبقى نحو ½1,000 (بالتقريب 10−301) من النوكليونات بالمقارنة بعددها حاليا. أي أنه لن يبقى من البروتونات شيئا بعد مرحلة التحلل. فمن المفترض أن مصير كل الكتلة الباريونية هو التحول إلى فوتونات وليبتونات.

### مرحلة الثقوب السوداء
بين 10 40 سنة إلى 10100 سنة
بعد 1040 سنة سيغلب وجود الثقوب السوداء في الكون. وسوف تتبخر تلك الأخرى عن طريق إشعاع هوكينغ.
وسيوف يختفي مثلا ثقب أسود بكتلة معادلة لكتلة الشمس خلال
2×1066 سنة. ولكن من المحتمل أن تندمج كثير منها في ثقوب سوداء كبيرة تكون موجودة في أواسط مجراتها. وبما أن عمر الثقب الأسود يتناسب مع مكعب كتلته فإن الثقوب السوداء الكبيرة سوف تعمر أطول حتى ينتهي تحللها. ومن المفترض أن يتبخر ثقب أسود له كتلة تعادل 100 مليار كتلة شمسية خلال 2×1099 من السنين.
ويتميز إشعاع هوكينغ بأن له طيف حراري، وتكون درجة الحرارة خلال معظم عمر الثقب الأسود منخفضة ويكون التبخر غالبا في صورة جسيمات ليست ذات كتلة مثل الفوتون والجرافيتون. ومع انخفاض كتلة الثقب الأسود ترتفع درجة حرارته ويقترب من حالة الشمس عندما تكون كتلة الثقب الأسود قد انخفضت غلى نحو 1019 كيلوجرام.
فيشع الثقب الأسود ضوءا خلال مرحلة سيادة الثقوب السوداء.
وخلال المراحل الأخيرة من عملية التبخر فسوف يُصدر الثقب الأسود جسيمات ذات كتلة مثل البروتونات ونقيض البروتونات والإلكترونات والبوزيترونات إلى جانب الجسيمات التي ليست لها كتلة (فوتونات وجرافيتونات).

#### حالة عدم اضمحلال البروتون
في حالة عدم اضمحلال البروتون كما وصفناه أعلاه فسوف تستمر مرحلة التحلل مدة أطول وتلحق بمرحلة سيادة الثقوب السوداء. وخلال زمن يقد بنحو 1065 سنة فمن المفترض أن المواد المتصلبة والصخور ستعيد تنظيم الذارات والجزيئات فيها عن طريق الأنفاق الكمومية بطريقة مشابهة للسوائل ولكن بمعدل منخفض.
ولكن من المفترض أن يتحلل البروتون مثلا عن طريق تفاعل يشابه الثقب الأسود التخيلي وذلك ب عمر النصف أقل من 10200 سنة.

### المرحلة المظلمة
بعد 10100 سنة وأكثر

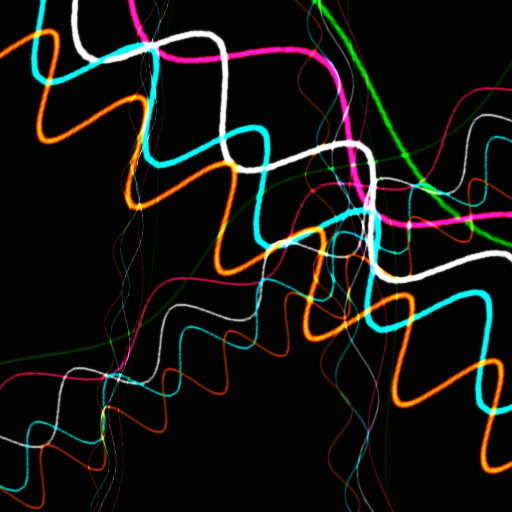
البقايا الوحيدة هي الفوتونات ومن المفترض أنها ستخلف تبخر الثقوب السوداء عظيمة الكتلة.

بعد تبخر جميع الثقوب السوداء (وبعد تحلل جميع المادة المكونة من البروتونات في حالة عدم استقرار البروتونات) فسيكون الكون فارغا. وستطاير فوتونات ونيورينوات وإلكترونات وبوزيترومات من مكان لآخر من دون أن تصتدم ببعضها البعض.
وعند تلك المرحلة والتي تتميز بتلك البقايا المادية المتخلخلة فيكون كل نشاط للكون قد خمد بالمقارنة بالمراحل السابقة، وتكون الطاقة فيه قليلة جدا والزمن طويل جدا. فقد تتقابل إلكترونات وبوزيترونات وقد ينشأ منها ذرات بوزيترونيوم. ولكن تلك الهياكل ليست مستقرة، ولا بد أن مكوناتها من إلكترون وبوزيترون أن تفني بعضها الآخر.
كما من الممكن أن تحدث عمليات إفناء أخرى ولكن بمعدل أقل.
ويصبح الكون في حالة قليلة الطاقة وما يجري بعد ذلك فهو من فرض الخيال، فقد يحدث النهيار العظيم في زمن تالي في المستقبل. أو قد يمر الكون بمرحلة انتفاخ ثانية أو بافتراض أن حالة الفراغ الحالي هي فراغ زائف فقد يتحلل الفراغ أيضا إلى حالة طاقة أقل.
وأخيرا فقد يستقر الكون على تلك الحالة إلى مالانهاية، ويقترب من الموت الحراري والذي يعني فناء الحرارة.

## مستقبل بلا اضمحلال البروتون
إذا لم يضمحل البروتون فمن المفترض أن تبقى كتلة النجوم في ثقوب سوداء ولكن بسرعة أقل. ويفترض الخط الزمني اللاحق عدم اضمحلال البروتونات.

### تتحلل المادة إلىالحديد
بعد 10 1500 سنة من الآن 
بعد 101500 سنة من المفترض أن يحدث اندماج بارد عن طريق الأنفاق الكمومية التي تؤدي إلى اندماج أنوية الذرات الخفيفة في أنوية الحديد-56 (أنظر نطائر الحديد). وسوف يؤدي انشطار العناصر الثقيلة وإصدار جسيمات ألفا أيضا إلى تكون الحديد، حتى تصبح كتلة النجم كلها من الحديد البارد وتسمى نجوم حديدية.

### انهيار النجوم الحديدية إلى ثقوب سوداء
بعد {\displaystyle 10^{10^{26}}} إلى {\displaystyle 10^{10^{76}}} سنة من الآن
ستحول الأنفاق الكمومية أيضا الأجرام الكبيرة إلى ثقوب سوداء. وبأخذ الافتراضات المفروضة في الاعتبار يمكن حساب زمن حدوث ذلك بين
{\displaystyle 10^{10^{26}}} سنة إلى {\displaystyle 10^{10^{76}}} سنة. (لحساب تلك الأعداد أقرأ tetration.)
وقد تؤدي الأنفاق الكمومية أيضا إلى انهيار النجوم الحديدية لتكوين نجوم نيوترونية بعد نحو {\displaystyle 10^{10^{76}}} سنة.

## رسم بياني للخط الزمني
روعي في الرسم البياني تسلسل الأحداث الافتراضية من اليسار (الانفجار العظيم) إلى اليمين بمرور الزمن حتي الموت الحراري Heat death. كما يراعى أن المحور الأفقي الذي يعطي الزمن أنه مقسما تقسيما لوغاريتميا لاعتبار أزمنة طويلة جدا جدا.(ترتيب الأحداث على الرسم البياني هو نفس الترتيب المتبع في المقالة، حيث صعب وضع الأحدات باللغة العربية على الرسم).

## اقرأ أيضا
- كون
- جمال نصر الإسلام
- مصير الكون
- خط زمني للانفجار العظيم
- الانفجار العظيم